# 魏焌皓
魏焌皓（英文名：Nathan Ngai Chun Ho，1989年4月3日—），前香港無綫電視經理人合約男藝員，畢業於第23期無線電視藝員訓練班（2009年）。

## 簡歷
魏焌皓生於英屬香港，2007年畢業於高雷中學；2012年於電視劇《On Call 36小時》飾演傷殘人士「張一康」一角而開始爲人熟悉。
2018年4月離開無綫電視，《使徒行者2》為其告別作，現已淡出娛樂圈。

## 演出作品

### 電影 / 微電影
| 年份   | 片名                | 角色       |
| 2010年 | 72家租客            | 路人       |
| 2011年 | 我愛HK開心萬歲      | 食環署職員 |
| 2013年 | 愛神搭錯線White Man | 阿迪       |
| 2018年 | 爱情兵法            | 李默然     |
| 2019年 | 同門義              | 鬼仔東     |

### 電視劇（無綫電視）
| 首播                    | 劇名             | 角色                                                       | 性質             |
| 2009年                  |                  |                                                            |                  |
| 10月20日－2010年2月12日 | 畢打自己人       | 記者（第199集）、俊男（第225集）、Man（第231、257、277集） | 閒角             |
| 10月19日-11月29日       | 宮心計           | 神策軍                                                     | 閒角             |
| 2010年                  |                  |                                                            |                  |
| 2月16日-3月16日         | 老公萬歲         | 客人（第14集）                                             | 閒角             |
| 2月22日-6月12日         | 女王辦公室       | 客人（第22集）                                             | 閒角             |
| 3月17日-4月18日         | 鐵馬尋橋         | 學徒                                                       | 閒角             |
| 5月3日-6月5日           | 掌上明珠         | 客人                                                       | 閒角             |
| 5月24日-6月25日         | 談情說案         | 軍裝警員（第2集）                                          | 閒角             |
| 6月14日-11月28日        | 天天天晴         | 工廠師傅、客人                                             | 閒角             |
| 6月28日-7月23日         | 情越雙白線       | 剛                                                         | 閒角             |
| 8月23日-10月3日         | 公主嫁到         | 錦                                                         | 閒角             |
| 9月20日-10月15日        | 翻叮一族         | 王律師（第16集）                                           | 閒角             |
| 11月1日-12月10日        | 刑警             | 軍裝警員                                                   | 閒角             |
| 11月29日-2011年3月18日  | 依家有喜         | 龍友（第21集）                                             | 閒角             |
| 12月13日-2011年1月7日   | 誘情轉駁         | 李狀助手（第17-18集）                                      | 閒角             |
| 12月27日-2011年1月21日  | 居家兵團         | 新入職者（第1集）                                          | 閒角             |
| 2011年                  |                  |                                                            |                  |
| 3月7日-4月17日          | 女拳             | 黃飛鴻徒弟                                                 | 閒角             |
| 3月21日-10月30日        | 誰家灶頭無煙火   | 小偷（第89集）                                             | 閒角             |
| 4月4日-5月13日          | 洪武三十二       | 飢民（第23集）                                             | 閒角             |
| 4月18日-5月27日         | 點解阿Sir係阿Sir | 王紀恒                                                     | 閒角             |
| 5月16日-6月10日         | 花花世界花家姐   | 侍應                                                       | 閒角             |
| 5月30日-6月24日         | 怒火街頭         | 電腦店銷售員（第1集）                                      | 閒角             |
| 6月27日-7月29日         | 真相             | 懲教處職員                                                 | 閒角             |
| 8月1日-9月9日           | 潛行狙擊         | Hit Team 隊員（第2集）                                     | 閒角             |
| 9月12日-10月7日         | 不速之約         | 病人（第18集）                                             | 閒角             |
| 10月3日-10月28日        | 荃加福祿壽探案   | 俊                                                         | 閒角             |
| 10月10日-11月20日       | 法證先鋒III      | 朱柏遠                                                     | 閒角             |
| 10月31日-2012年5月13日  | 結·分@謊情式     | 江志成（Perry）                                            | 男配角兼單元主角 |
| 11月21日-2012年1月1日   | 天與地           | Bowman朋友（第1集）                                        | 閒角             |
| 2012年                  |                  |                                                            |                  |
| 1月3日-2月12日          | 缺宅男女         | 小混混（第12集）酒店門童（第17集）                         | 閒角             |
| 1月30日-2月24日         | 4 in Love        | 便裝探員 （第11、17、20集）                                | 閒角             |
| 2月13日-3月16日         | On Call 36小時   | 張一康                                                     | 男配角           |
| 4月30日-6月8日          | 耀舞長安         | 侍衛                                                       | 閒角             |
| 5月14日-2014年          | 愛·回家 (第一輯) | Will（第287集）、韓根碩（第354集）                         | 單元角色         |
| 5月21日-6月29日         | 心戰             | 藝員（第2集）                                              | 閒角             |
| 6月24日-8月12日         | 飛虎             | 蔣世澤（Ron）                                              | 閒角             |
| 7月9日-8月10日          | 回到三國         | 琴師（第9,20集）                                           | 閒角             |
| 8月13日-9月15日         | 造王者           | 余靖朋友                                                   | 閒角             |
| 2013年                  |                  |                                                            |                  |
| 2月11日-3月8日          | 戀愛季節         | 姜兆熊（姜啤）                                             | 單元角色         |
| 3月18日-4月19日         | 仁心解碼II       | 高立仁（年青）                                             | 客串             |
| 9月9日-10月11日         | 神鎗狙擊         | 林伯榮                                                     | 男配角           |
| 11月4日-12月13日        | On Call 36小時II | 張一康                                                     | 特別演出         |
| 2014年                  |                  |                                                            |                  |
| 1月20日－2月9日         | 新抱喜相逢       | 張學勤                                                     | 閒角             |
| 3月17日－4月18日        | 叛逃             | 古惑仔（第1集）                                            | 閒角             |
| 4月5日－5月3日          | 廉政行動2014     | 周耀文（單元二至三）                                       | 單元角色         |
| 6月30日－8月8日         | 寒山潛龍         | 高公子（第2集）                                            | 閒角             |
| 9月8日－10月17日        | 大藥坊           | 地踎（第19、21集）                                         | 閒角             |
| 10月6日－11月1日        | 再戰明天         | 何國威                                                     | 閒角             |
| 10月19日－2015年1月4日  | 飛虎II           | 船長                                                       | 單元角色         |
| 12月1日－12月26日       | 醋娘子           | 英明                                                       | 男配角           |
| 12月16日－2015年1月9日  | 八卦神探         | 祝致                                                       | 客串第13集       |
| 2015年                  |                  |                                                            |                  |
| 3月2日－3月27日         | 衝線             | 劉羅                                                       | 男配角           |
| 3月30日－4月24日        | 以和為貴         | 黃柱樑                                                     | 男配角           |
| 7月6日－2016年4月1日    | 愛·回家 (第二輯) | 魯仲德（Henry）                                            | 男配角兼單元主角 |
| 8月10日－8月29日        | 拆局專家         | 勞楷                                                       | 男配角           |
| 2017年                  |                  |                                                            |                  |
| 5月1日－5月28日         | 不懂撒嬌的女人   | 雷鐵仁                                                     | 男配角           |
| 9月18日－10月27日       | 使徒行者2        | 朱志彬（Ben）                                              | 男配角           |
| 12月10日－2018年2月11日 | 性在有情         | 都敏俊／屠敏俊                                             | 客串             |
| 2018年                  |                  |                                                            |                  |
| 2月12日－3月3日         | 波士早晨         | 蔡廣沛（Matt）                                             | 客串             |

### 電視節目（無線電視）
| 年份   | 節目                     | 性質／備註         |
| 2008年 | 霎时感动                 |                    |
| 2009年 | 万千星辉贺台庆2009       |                    |
|        | 國泰航空新春國際匯演之夜 |                    |
|        | 明愛暖萬心               |                    |
|        | 問問Master Joe           | 飾演 Y-SS          |
| 2012年 | 開心熱浪合家歡           |                    |
| 2012年 | 千奇百趣東南亞           | 嘉賓（第11集）     |
| 2013年 | 體通體透                 |                    |
| 2013年 | 區區有運行               | 嘉賓（第1集）      |
| 2014年 | 瘋狂夏水禮               |                    |
| 2015年 | 超強選擇1分鐘            | 嘉賓（第20集）     |
| 2015年 | 万千星辉贺台庆2015       | 「勁秋靚聲王」表演 |
| 2016年 |                          | 主持               |

### 電視宣傳片
- 全球華人新秀大賽（2009）
- J2 Promo（2009）
- J2 Promo（2010）
- 愛的季節（2010）
- 全球華人新秀大賽（2010）

### MV
- 2009年：《老牛聲》吳　彤
- 2009年：《相对论》张敬轩（魔術師助手）
- 2009年：《叮叮車》薛凱琪（男主角）
- 2010年：《李莫愁》陳思彤（男主角）
- 2011年：《一夜城》 洪卓立

## 外部連結
- 魏焌皓的Instagram帳戶
- 魏焌皓的新浪微博
- 魏焌皓的Facebook專頁